# Protestation des 44 journalistes du 26 juillet 1830
La Protestation des 44 journalistes du 26 juillet 1830, réagissait à l'annonce officielle de la censure par le Roi de France Charles X, qui tente un coup de force constitutionnel : les ordonnances de Saint-Cloud du 25 juillet 1830, prévoyant aussi la dissolution d'une Chambre des députés tout juste élue.
La première ordonnance suspend la liberté de la presse, rétablit la censure et l'autorisation préalable de publication. Les opposants au régime jugent que les ordonnances ne sont pas conformes à Charte constitutionnelle de 1814. En réaction, 44 journalistes emmenés par Adolphe Thiers publient dans plusieurs journaux un article de protestation qui met le feu aux poudres. Pendant trois jours, un mouvement de foule de plusieurs dizaines de milliers de personnes se transforme rapidement en révolution : des barricades sont érigées lors des « Trois Glorieuses » des 27, 28 et 29 juillet, appellation couramment employée pour désigner la révolution de juillet 1830. 

## Histoire
Charles X venait d'ordonner l'expédition d'Alger au ministre de la guerre et de nommer premier ministre l'impopulaire  Prince de Polignac, au mépris de la tendance d'une Chambre des députés tout juste élue, qu'il veut dissoudre via les ordonnances de Saint-Cloud du 25 juillet 1830.
Dès le début de l’après-midi du 26 juillet, les propriétaires du quotidien Constitutionnel organisent une réunion chez leur avocat, André Dupin. Plusieurs journalistes, dont Charles de Rémusat et Pierre Leroux du Globe sont là, mais l'avocat ne veut pas héberger la contestation.
Rémusat et Leroux se rendent alors dans les bureaux du quotidien Le National, lancé le 3 janvier 1830, qui milite pour une monarchie parlementaire sur le modèle de la « Glorieuse Révolution » anglaise de 1688. On décide d’élever une protestation solennelle, rédigée sur-le-champ par Adolphe Thiers, que signeraient tous les journalistes qui le voudraient. Tous les journaux ne la publieraient pas, mais il y en aurait bien quelques-uns qui la publieraient :

« Le régime légal est [...] interrompu, celui de la force est commencé. Dans la situation où nous sommes placés, l’obéissance cesse d’être un devoir. [...] Aujourd’hui donc, des ministres criminels ont violé la légalité. Nous sommes dispensés d’obéir. Nous essaierons de publier nos feuilles sans demander l’autorisation qui nous est imposée. »

— Protestation des 44 journalistes du 26 juillet 1830.
La même après-midi, les députés libéraux cherchent à s’organiser, même s'ils redoutent la réaction du gouvernement. Alexandre de Laborde et Louis Bérard sont les plus allants. Une première réunion a lieu chez Casimir Perier, où ils retrouvent Bertin de Vaux, Saint-Aignan, Sébastiani et Taillepied de Bondy. Bérard propose une protestation collective, les autres refusent de s’engager. Bérard et Laborde n'en rejoignent pas moins la protestation dans les bureaux du National.
Le 27 juillet, Le National, Le Temps, Le Globe et Le Journal du commerce paraissent sans autorisation, en publiant la protestation des 44 journalistes de 12 journaux. Aussitôt, le préfet de police, Claude Mangin, ordonne leur saisie. Le parquet lance des mandats d’arrêt contre les 44 signataires. Il est généralement admis que les maîtres imprimeurs parisiens s'entendirent pour fermer leurs imprimeries du quartier de la Bourse et des Grands boulevards. Près du Palais-Royal, des échauffourées éclatent entre police et ouvriers typographes, qui vont former le noyau dur de l’insurrection des Trois Glorieuses. Les premières barricades sont dressées par des étudiants et des ouvriers de l’Association des patriotes de Morhéry. Les insurgés s'emparent d'armes dans la boutique du célèbre arquebusier Le Page (devenu Fauré Le Page en 1868) située rue de Richelieu. Au matin du 28 juillet, le centre et l’est de Paris sont hérissés de barricades. La Révolution de 1830 a commencé.